# Triflusal
Triflusalul este un medicament derivat de aspirină utilizat pentru profilaxia infarctului miocardic, anginei pectorale și a accidentului vascular cerebral. Calea de administrare disponibilă este cea orală.
Este derivatul trifluorometilat al aspirinei. Este un inhibitor al biosintezei de tromboxan, care acționează prin inhibarea ireversibilă a ciclooxigenazei plachetare.